# Cirrhoscyllium expolitum
Cirrhoscyllium expolitum is een vissensoort uit de familie van de tapijthaaien (Parascylliidae). De wetenschappelijke naam van de soort werd in 1913 gepubliceerd door Smith & Radcliffe.